# Cot Alipaya
Cot Alipaya är en kulle i Indonesien.   Den ligger i provinsen Aceh, i den västra delen av landet, 1 700 km nordväst om huvudstaden Jakarta. Toppen på Cot Alipaya är 202 meter över havet.
Terrängen runt Cot Alipaya är kuperad åt sydväst, men åt nordost är den platt. Trakten runt Cot Alipaya är nära nog obefolkad, med mindre än två invånare per kvadratkilometer. I omgivningarna runt Cot Alipaya växer i huvudsak städsegrön lövskog.